# Charlotte Ander
Charlotte Ander, nata Charlotte Andersch (Berlino, 14 agosto 1902 – Berlino, 5 agosto 1969), è stata un'attrice tedesca.

## Biografia
Nata in Prussia, a Berlino, era figlia di Ida Perry e dell'attore Rudolf Andersch. Studiò recitazione alla scuola dello Staatstheater di Berlino, ottenendo i suoi primi ingaggi in alcune produzioni in spettacoli di operetta. Dopo aver lavorato in diversi teatri berlinesi, nel 1920 iniziò la sua carriera cinematografica come protagonista in Die letzte Stunde, un film di Dimitri Buchowetzki.
Nel 1927 è Mascha nella prima assoluta di Der Zarewitsch con Richard Tauber e Vera Schwarz a Berlino.
Nel 1931, interpretò Maria Vetsera in Elisabeth von Österreich, diretto da Adolf Trotz.

## Filmografia
- Die letzte Stunde, regia di Dimitri Buchowetzki (1921)
- Der Streik der Diebe, regia di Alfred Abel (1921)
- Die Abenteuer eines Ermordeten - 2. Der Smaragd des Badjah von Panlanzur, regia di Louis Ralph (1921)
- Die große und die kleine Welt, regia di Max Mack (1921)
- Ledige Töchter, regia di Carl Boese (1926)
- Flachsmann als Erzieher, regia di Carl Heinz Wolff (1930)
- Wien, du Stadt der Lieder, regia di Richard Oswald (1930)
- Elisabeth von Österreich, regia di Adolf Trotz (1931)
- Rasputin, Dämon der Frauen, regia di Adolf Trotz (1932)
- Operazione walkiria (Der 20. Juli), regia di Falk Harnack (1955)